# Waga
Pour les articles homonymes, voir Waga (homonymie).
Waga est un village du Cameroun situé dans le département de la Bénoué et la région du Nord. 
Il fait partie de la commune de Bibemi. Waga est entouré par les villages de Labare (s.-o.), Baksa (s.), Mandjola_2 (e.), Biboumza (n.-e.), Fitorou (n.) et Gobtikere (n.-o.). Le Plan Communal de Développement de Bibemi prévoyait à Waga la construction de puits, de six salles de classe, d'un magasin de stockage de produits secs, ainsi que d’une adduction d'eau.  

## Population
Selon le Plan Communal de Développement de Bibemi daté de mai 2014, la localité comptait 2 359 habitants. Le nombre d'habitants était de 1 471 selon le recensement de 2005. 